# Dơi lá Sa đen
Dơi lá Sa đen (danh pháp hai phần: Rhinolophus borneensis) là một loài động vật có vú trong họ Dơi lá mũi, bộ Dơi. Loài này được Peters mô tả năm 1861.